# Andrzej Tymf
Andrzej Tymf (Tympf) (właściwie Andreas Timpe lub Tümpe) – mincerz niemiecki z XVII wieku, pochodzący z Rostocku zarządca mennic koronnych za panowania króla Jana Kazimierza.
Po przybyciu do Polski początkowo zarządzał mennicą poznańską (od 1650). W tym samym roku założył też mennicę we Wschowie. W późniejszych latach uzyskał kolejno prawa do dzierżawy mennic w Opolu (1657), Krakowie (1661–1668), Bydgoszczy (1663–1667, przejęta po bracie Tomaszu) i mennicy we Lwowie (1663 - zlikwidowanej w tym samym roku). Po okresie najazdu szwedzkiego i zniszczeniu mennicy koronnej, uzyskał prawo bicia monety dla całego królestwa. W 1660 roku otrzymał tytuł generalnego probierza, a następnie superintendenta wszystkich mennic koronnych. 
Wpadł na pomysł produkcji monety z kilkakrotnie obniżoną zawartością srebra w stosunku do jej wartości nominalnej. W 1663 uzyskał od komisji sejmowej i króla prawo do jej emisji. Nową monetę potocznie nazwano od jego nazwiska "tymfem" lub "tynfem" i sygnowano literami "AT". Zaniżanie udziału srebra w wadze całkowitej było wyjaśnione w awersowej inskrypcji DAT PRETIVM SERVATA SALVS POTIORQ METALLO EST („Cenę daje ocalenie kraju i to lepsze jest od kruszcu”) jako uzasadniane koniecznością wspomagania skarbu królewskiego przez mieszkańców Korony.
Tymf zgromadził ogromny majątek, czerpiąc zyski m.in. z pobierania czynszu na rzecz skarbu Rzeczypospolitej, a także z fałszowania monet. Skutkiem było publiczne oskarżenie go przez szlachtę o nadużycia. Dla uniknięcia procesu uciekł w 1667 z Polski do Słupska. Sprawa była szeroko komentowana w Polsce i nabrała dużego rozgłosu.